# Verbandsgemeinde Kirchen
Verbandsgemeinde Kirchen é uma associação municipal localizada no distrito de Altenkirchen, no estado da Renânia-Palatinado.

## Comunidades
1. Brachbach
2. Friesenhagen
3. Harbach
4. Kirchen1, 2
5. Mudersbach
6. Niederfischbach

## População
| - 1815 – 4.927 - 1835 – 6.368 - 1871 – 8.982 - 1905 – 15.583 - 1939 – 19.021 | - 1950 – 21.258 - 1961 – 24.138 - 1970 – 26.281 - 1987 – 24.532 - 2000 – 25.632 |

## Política
|      | SPD | CDU | FDP | Grüne | Total       |
| 2009 | 12  | 18  | 3   | 3     | 36 Cadeiras |
| 2004 | 11  | 21  | 2   | 2     | 36 Cadeiras |